# اندیس پانه ژن
پانه ژن یک اندیس فلزی است که در حوالی شهر بلورد استان کرمان قرار دارد و مادهٔ معدنی موجود در آن، مس است.  